# 静电力显微镜
静电力显微镜（英語：Electrostatic Force Microscopy，简称EFM）是一种利用测量探针与样品的静电相互作用，来表征样品表面静电势能，电荷分布以及电荷输运的[扫描探针显微镜]。

## 工作原理

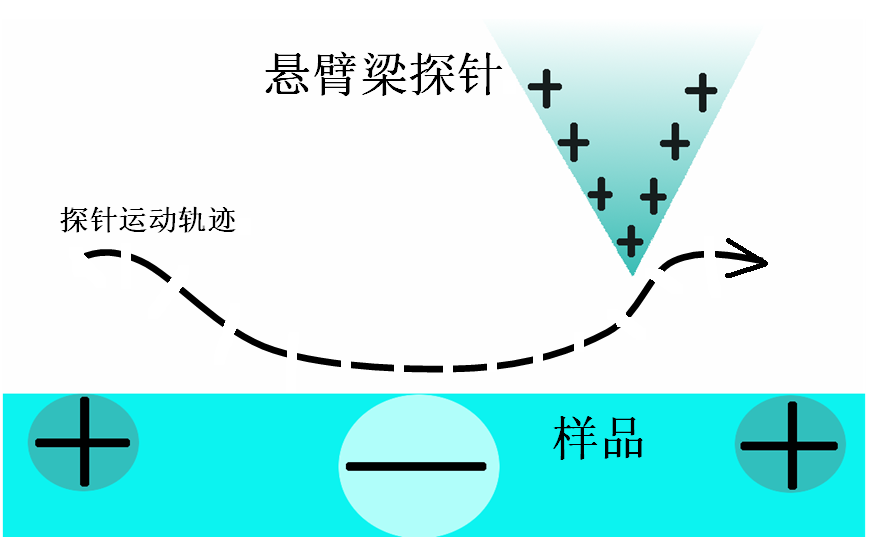
静电力显微镜的工作原理

静电力显微镜的工作原理与原子力显微镜类似。关键部分都是由悬臂梁组成的探针。但与原子力显微镜测量探针与样品的范德华力不同，静电力显微镜通过测量两者的库仑相互作用来实现样品成像。工作时，探针与样品之间被加上工作电压，悬臂梁探针受静电力的作用，在样品表面震荡，但不接触样品表面。范德华力随着原子间距离{\displaystyle r}成{\displaystyle 1/r^{6}}衰减，因而原子力显微镜必须保证探针与样品表面几乎接触。相比之下，随{\displaystyle 1/r^{2}}衰减的库仑力较为长程，通常探针与样品表面的工作距离为100纳米。假设样品与探针之间的电压为{\displaystyle \Delta V}，等效电容为{\displaystyle C}，那么系统的总能量为：
{\displaystyle U=-{\frac {1}{2}}C\Delta V^{2}}；
用{\displaystyle z}来代表样品表面的法线方向，则探针所受的静电力可以表示为：
{\displaystyle F_{electrostatic}={\frac {1}{2}}{\frac {\partial C}{\partial z}}\Delta V^{2}}。
与原子力显微镜相同，静电力显微镜也可以在液体环境中工作。

## 缺点
在实际操作中，由于探针与样品之间既有范德华力，又有库仑力。即使选用较大的工作距离，有时仍不能完全忽略原子力存在。目前通常的解决方法是将探针与样品之间的直流电压改为交流信号。最后，在处理信号时，只处理相关频率的交流信号，就可以将范德华力的影响排除在外。